# 新望里駅
新望里駅（シンマンニえき）は大韓民国京畿道漣川郡漣川邑にある、韓国鉄道公社京元線の駅。1954年に米軍が朝鮮戦争の避難民たちのために立てたニューホープタウン（New Hope Town）という集落の名に由来する。

## 駅構造
単式ホーム1面1線を有する地上駅。　

### のりば
| 1 | ●京元線 | 全谷・東豆川・新炭里・白馬高地方面 |

## 駅周辺
- 上里初等学校
- 漣川農協 上里支所
- 漣川畜産 上里支所

## 歴史
- 1956年8月21日 - 駅員無配置簡易駅で営業開始。[1]
- 1964年8月11日 - 配置簡易駅に変更。[2]
- 1973年1月1日 - 駅員無配置簡易駅に格下げ、乙種委託販売所に指定。

## 隣の駅
韓国鉄道公社　
京元線　
通勤列車(運行休止中)
漣川駅 - 新望里駅 - 大光里駅　